# CFL Premier Division 2025
La CFL Premier Division 2025 è la 127ª edizione della Calcutta Football League, la divisione calcistica più alta a livello statale del Bengala Occidentale.

## Stagione

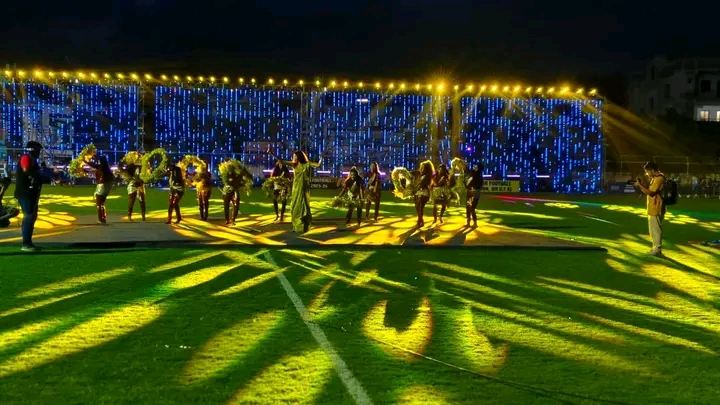
Naihati Stadium durante la cerimonia di apertura

### Aggiornamenti
La CFL Premier Division del 2025, come l'edizione precedente, ha ventisei squadre divise in due gruppi nella prima fase, dove ogni squadra giocherà dodici partite in un girone all'italiana. Dopo di che, le prime tre squadre dei due gruppi passeranno al round di campionato, dove ogni squadra giocherà altre cinque partite per determinare il campione. Le ultime quattro squadre di entrambi i gruppi giocheranno il round di retrocessione. L'Indian Football Association ha anche annunciato che ogni squadra deve schierare quattro giocatori dello "stato di casa" negli undici giocatori in ogni momento. Le prime tre squadre di entrambi i gruppi si sono qualificate per il turno Super Six con i punti della fase a gironi riportati.

## Stadi
- Amal Datta Krirangan, Dumdum
- Bankimanjali Stadium, Naihati
- Bibhutibhushan Bandyopadhyay Stadium, Barrackpur
- Bidhannagar Municipal Sports Complex, Bidhan Nagar
- East Bengal Ground, Calcutta
- Eastern Ground, Hooghly-Chinsurah
- Kalyani Stadium, Kalyani
- Kishore Bharati Krirangan, Calcutta
- Mohammedan Sporting Ground, Calcutta
- Mohun Bagan Ground, Calcutta
- Netaji Sports Complex, Kamalgazi
- Rabindra Sarobar Stadium, Calcutta
- Uluberia Stadium, Howrah
- Salt Lake Stadium, Calcutta

## Squadre
| Club             | Allenatore            | Capitano               |
| ---------------- | --------------------- | ---------------------- |
| Army Red         | Sudhir Mishra         | Renzong Lepcha         |
| Calcutta Customs | Biswajit Bhattacharya | Suvam Sen              |
| BSS Sporting     | Souren Dutta          | Subhankar Das          |
| East Bengal      | Bino George           | Aditya Patra           |
| George Telegraph | Goutam Ghosh          | Sourish Lodh Chowdhury |
| Kalighat MS      | Patham Thapa          | Koushik Sarkar         |
| Kalighat SL      | Johor Das             | Bishal Chhetri         |
| Measurers        | Rajib Dey             | Chattu Mondal          |
| Mohun Bagan SG   | Deggie Cardozo        | Suhail Bhat            |
| Police           | Rajesh Rajbhar        | Deep Dey               |
| Pathachakra      | Partha Sen            | Subhajit Mandi         |
| Railway          | Amit Tudu             | Sudipta Banerjee       |
| Suruchi Sangha   | Ranjan Bhattacharya   | Amit Tudu              |

| Club            | Allenatore        | Capitano              |
| --------------- | ----------------- | --------------------- |
| Aryan           | Rajdeep Nandy     | Sandip Patra          |
| Bhawanipore     | Shahid Raman      | Jiten Murmu           |
| Calcutta Police | Bijoy Ghosh       | Koushik Goala         |
| Diamond Harbour | Kibu Vicuña       | Bikramjit Singh       |
| Kidderpore      | Sayantan Das Roy  | Prosenjit Chakroborty |
| Mohammedan      | Hakim Ssengendo   | Samad Ali Mallick     |
| Peerless        | Hemanta Dora      | Donlad Diengdoh       |
| Southern Samity | Sujata Kar        | Rajesh Rajbhar        |
| NBP Rainbow     | Aditya Chatterjee | Sourav Dasgupta       |
| Sreebhumi       | Goutam Ghosh      | Rana Gharami          |
| United Kolkata  | Yan Law           | Narayan Das           |
| United SC       | Lalkamal Bhowmick | Tarak Hembram         |
| Wari            | Swapan Biswas     | Kamran Farooque       |

## Classifica

### Gruppo A
|  | Pos. | Squadra          | Pt | G | V | N | P | GF | GS | DR  |
|  | ---- | ---------------- | -- | - | - | - | - | -- | -- | --- |
|  | 1.   | Police           | 18 | 9 | 5 | 3 | 1 | 16 | 7  | +9  |
|  | 2.   | East Bengal      | 17 | 9 | 5 | 2 | 2 | 23 | 9  | +14 |
|  | 3.   | Pathachakra      | 16 | 9 | 5 | 1 | 3 | 10 | 6  | +4  |
|  | 4.   | Suruchi Sangha   | 15 | 7 | 4 | 3 | 0 | 18 | 7  | +12 |
|  | 5.   | Calcutta Customs | 13 | 8 | 3 | 4 | 1 | 14 | 9  | +5  |
|  | 6.   | Mohun Bagan SG   | 10 | 6 | 3 | 1 | 2 | 10 | 5  | +5  |
|  | 7.   | Kalighat SL      | 10 | 9 | 3 | 1 | 4 | 5  | 11 | -6  |
|  | 8.   | BSS Sporting     | 10 | 8 | 2 | 1 | 4 | 9  | 16 | -7  |
|  | 9.   | Kalighat MS      | 9  | 7 | 2 | 3 | 4 | 8  | 12 | -4  |
|  | 10.  | George Telegraph | 8  | 8 | 2 | 2 | 4 | 10 | 13 | -3  |
|  | 11.  | Railway          | 4  | 8 | 1 | 1 | 6 | 4  | 18 | -14 |
|  | 12.  | Measurers        | 3  | 7 | 1 | 0 | 6 | 5  | 20 | -15 |
|  | 13.  | Army Red         | 0  | 0 | 0 | 0 | 0 | 0  | 0  | 0   |

Legenda:

      Ammesse alla fase Super Six
      Partecipanti al Gruppo retrocessione.

### Gruppo B
|  | Pos. | Squadra         | Pt | G  | V | N | P | GF | GS | DR  |
|  | ---- | --------------- | -- | -- | - | - | - | -- | -- | --- |
|  | 1.   | United Kolkata  | 23 | 10 | 6 | 2 | 1 | 20 | 5  | +15 |
|  | 2.   | United SC       | 19 | 8  | 6 | 1 | 1 | 13 | 5  | +8  |
|  | 3.   | Diamond Harbour | 18 | 8  | 5 | 3 | 0 | 9  | 1  | +8  |
|  | 4.   | Peerless        | 18 | 10 | 4 | 6 | 0 | 13 | 5  | +8  |
|  | 5.   | Bhawanipore     | 15 | 9  | 4 | 3 | 2 | 15 | 6  | +9  |
|  | 6.   | NBP Rainbow     | 15 | 9  | 4 | 3 | 2 | 15 | 6  | +9  |
|  | 7.   | Sreebhumi       | 13 | 9  | 3 | 4 | 2 | 14 | 14 | 0   |
|  | 8.   | Kidderpore      | 13 | 9  | 4 | 1 | 4 | 12 | 19 | -7  |
|  | 10.  | Wari            | 10 | 9  | 3 | 1 | 5 | 8  | 19 | -11 |
|  | 9.   | Mohammedan      | 7  | 9  | 2 | 1 | 6 | 11 | 16 | -5  |
|  | 11.  | Aryan           | 6  | 9  | 2 | 0 | 7 | 7  | 17 | -10 |
|  | 12.  | Calcutta Police | 4  | 9  | 1 | 1 | 7 | 7  | 21 | -14 |
|  | 13.  | Southern Samity | 2  | 10 | 0 | 2 | 8 | 8  | 19 | -11 |

Legenda:

      Ammesse alla fase Super Six
      Partecipanti al Gruppo retrocessione.

## Super Six
|  | Pos. | Squadra        | Pt | G | V | N | P | GF | GS | DR |
|  | ---- | -------------- | -- | - | - | - | - | -- | -- | -- |
|  | 1.   | United Kolkata | 0  | 0 | 0 | 0 | 0 | 0  | 0  | 0  |
|  | 2.   |                | 0  | 0 | 0 | 0 | 0 | 0  | 0  | 0  |
|  | 3.   |                | 0  | 0 | 0 | 0 | 0 | 0  | 0  | 0  |
|  | 4.   |                | 0  | 0 | 0 | 0 | 0 | 0  | 0  | 0  |
|  | 5.   |                | 0  | 0 | 0 | 0 | 0 | 0  | 0  | 0  |
|  | 6.   |                | 0  | 0 | 0 | 0 | 0 | 0  | 0  | 0  |

L'East Bengal ha ottenuto la vittoria a tavolino contro il Mohammedan a causa della violazione di quest'ultimo della regola son of the soil.

Dato che il Diamond Harbour gioca già un campionato statale, la promozione alla I-League 3rd Division va di diritto al Calcutta Customs.
Legenda:

      Vincitore della CFL Premier Division.
      Idoneo per la I-League 3 2025-2026.

### Gruppo retrocessione
|  | Pos. | Squadra         | Pt | G | V | N | P | GF | GS | DR |
|  | ---- | --------------- | -- | - | - | - | - | -- | -- | -- |
|  | 1.   | Southern Samity | 0  | 0 | 0 | 0 | 0 | 0  | 0  | 0  |
|  | 2.   |                 | 0  | 0 | 0 | 0 | 0 | 0  | 0  | 0  |
|  | 3.   |                 | 0  | 0 | 0 | 0 | 0 | 0  | 0  | 0  |
|  | 4.   |                 | 0  | 0 | 0 | 0 | 0 | 0  | 0  | 0  |
|  | 5.   |                 | 0  | 0 | 0 | 0 | 0 | 0  | 0  | 0  |
|  | 6.   |                 | 0  | 0 | 0 | 0 | 0 | 0  | 0  | 0  |

Legenda:

      Retrocesse in CFL 1st Division.